# Marija Anžuvinska, francuska kraljica
Marija Anžuvinska (14. listopada 1404. — 29. studenoga 1463.) bila je francuska kraljica supruga. Poznata na francuskom kao Marie, Marija je bila dijete kralja Ludovika II. Napuljskog (Luj II. Anžuvinac) i njegove žene Jolande. Marijina je majka, gospa Jolanda Aragonska, bila kći aragonskog vladara. Marija je poznata i kao regent.
Suprug kraljice Marije, francuski kralj Karlo VII., bio je sin kralja Karla VI. Ovo su djeca koju je Marija rodila svom suprugu:
- Luj XI., kralj Francuske
- Ivan
- Radegunda Valois
- Katarina Valois
- Jakov
- Jolanda Valois
- Ivana Valois, burbonska vojvotkinja
- Filip
- Margareta
- Ivana
- Marija
- Izabela
- Magdalena Valois
- Karlo Valois

Marija je pokopana pokraj svoga supruga – u bazilici Saint-Denis.